# Козацький загін імені Ґонти
Коза́цький загі́н і́мені Ґо́нти — українська військова частина під командуванням А. Долуда, яка 13 листопада 1918 прибула до Львова з Наддніпрянської України на допомогу Українській Галицькій Армії.
Під час українсько-польської війни 1918-19 загін брав участь у боях за Львів та у воєнних діях УГА на північ від міста. З квітня 1919 загоном командував Михайло Климкевич. У серпні 1919 Козацький загін імені Ґонти у складі Десятої (Янівської) бригади УГА наступав на Київ.